# Boonika bate toba
Chansons représentant la Moldavie au Concours Eurovision de la chanson
Loca
(2006)
Boonika bate doba (en français Grand-mère joue du tambour) est la chanson représentant la Moldavie au Concours Eurovision de la chanson 2005. Elle est interprétée par le groupe Zdob și Zdub. Il s'agit de la première chanson présentée par la Moldavie au Concours Eurovision de la chanson.

## Eurovision
En novembre 2004, Teleradio-Moldova annonce la première participation de la Moldavie au Concours Eurovision de la chanson et organise un concours de sélection. Un jury de professionnels choisit quinze chansons pour la finale, une émission de télévision le 26 février 2005 où le gagnant sera sélectionné sur la base des votes combinés d'un vote d'un jury d'experts et d'un télévote. Boonika bate doba l'emporte en étant le deuxième du jury et le premier du télévote.
Boonika bate doba est d'abord présentée lors de la demi-finale le jeudi 19 mai 2005. Elle est quatrième de la soirée, suivant Amar interprétée par 2B pour le Portugal et précédant The War Is Not Over interprétée par Walters & Kazha pour la Lettonie.
À la fin des votes, la chanson obtient 207 points et finit à la deuxième place sur vingt-cinq participants. Elle fait partie des dix premières chansons qui sont sélectionnées pour la finale.
Lors de la finale, la chanson est la septième de la soirée, suivant Rimi rimi ley interprétée par Gülseren pour la Turquie et précédant Tomorrow I Go interprétée par Ledina Çelo pour l'Albanie.
À la fin des votes, la chanson obtient 148 points et finit à la sixième place sur vingt-quatre participants.

### Points attribués à la Moldavie lors de la demi-finale
| 12 points                               | 10 points                                                        | 8 points                                 | 7 points   | 6 points                                                                           |
| --------------------------------------- | ---------------------------------------------------------------- | ---------------------------------------- | ---------- | ---------------------------------------------------------------------------------- |
| - Roumanie - Russie - Turquie - Ukraine | - Biélorussie - Israël - Lettonie - Lituanie - Macédoine du Nord | - Autriche - Chypre - Islande - Portugal | - Slovénie | - Bosnie-Herzégovine - Bulgarie - Grèce - Hongrie - Pologne - Serbie-et-Monténégro |
| 5 points                                | 4 points                                                         | 3 points                                 | 2 points   | 1 point                                                                            |
| - Estonie - France - Royaume-Uni        | - Belgique - Croatie                                             | - Albanie - Finlande - Irlande           |            | - Espagne - Norvège                                                                |

### Points attribués à la Moldavie lors de la finale
| 12 points                                  | 10 points                                         | 8 points             | 7 points                                           | 6 points                         |
| ------------------------------------------ | ------------------------------------------------- | -------------------- | -------------------------------------------------- | -------------------------------- |
| - Roumanie - Ukraine                       | - Lituanie - Portugal - Russie                    | - Islande - Lettonie | - Biélorussie - Grèce - Turquie                    | - Bulgarie - Estonie             |
| 5 points                                   | 4 points                                          | 3 points             | 2 points                                           | 1 point                          |
| - Macédoine du Nord - Serbie-et-Monténégro | - Bosnie-Herzégovine - Espagne - Hongrie - Israël | - Pologne - Slovénie | - Autriche - Chypre - France - Malte - Royaume-Uni | - Allemagne - Belgique - Croatie |